# Kanton Toulouse-12
Toulouse-12 is een voormalig kanton van het Franse departement Haute-Garonne. Het kanton maakte deel uit van het arrondissement Toulouse. Het werd opgeheven bij decreet van 13 februari 2014 met uitwerking op 22 maart 2015.
Het kanton omvatte uitsluitend een deel van de gemeente Toulouse.
Het kanton omvat de volgende delen van de stad Toulouse:
- Bellefontaine
- Mirail-Université
- La Reynerie
- Les Pradettes
- Saint-Simon